# Бабы
«Бабы» — советский художественный фильм-драма 1940 года. Единственная режиссёрская работа Владимира Баталова.

## Сюжет
О колхозниках Приволжья, создавших первую рыболовецкую женскую бригаду. Во главе становится Варвара — тихая и мягкая женщина, страдающая от измен мужа Степана. При подведении итогов её бригада опережает мужскую. И это заставляет Степана посмотреть на жену другими глазами.

## В ролях
- Алла Тарасова — Варвара Кладова
- Андрей Абрикосов — Степан Степанович Кладов
- Эмма Цесарская — Ольга
- Владимир Баталов — Терентий Казанок
- Нина Петропавловская — Паша Лось
- Алексей Долинин — Ваня Сомов
- Василий Новиков — Духов
- Иван Юдин — Кискин
- Инна Фёдорова — Любка (нет в титрах)
- Александра Данилова — член рыболовецкой бригады

## Съёмочная группа
- Автор сценария: Мария Смирнова
- Режиссёр: Владимир Баталов
- Оператор: Александр Гальперин
- Художник: Иосиф Шпинель
- Композитор: Лев Шварц

## Публикации
Литературный сценарий Марии Смирновой был опубликован в 1940 году в журнале «Красная новь».

## Восприятие
В изданном в 1967 году многотомнике «Краткая история советского кино» кинокритик Ростислав Юренев отмечал, что фильм существенно слабее его литературного первоисточника. Юренев отмечал: 
К сожалению, режиссер В. Баталов повёл фильм не в глубину человеческих отношений, а по поверхности. Тема становления характера новой женщины была подменена тривиальным показом соревнования бригад.Ростислав Юренев

## Упоминание фильма
- 1987 — «Я и лошадь, я и бык, я и баба, и мужик»